# Lakritzlikör

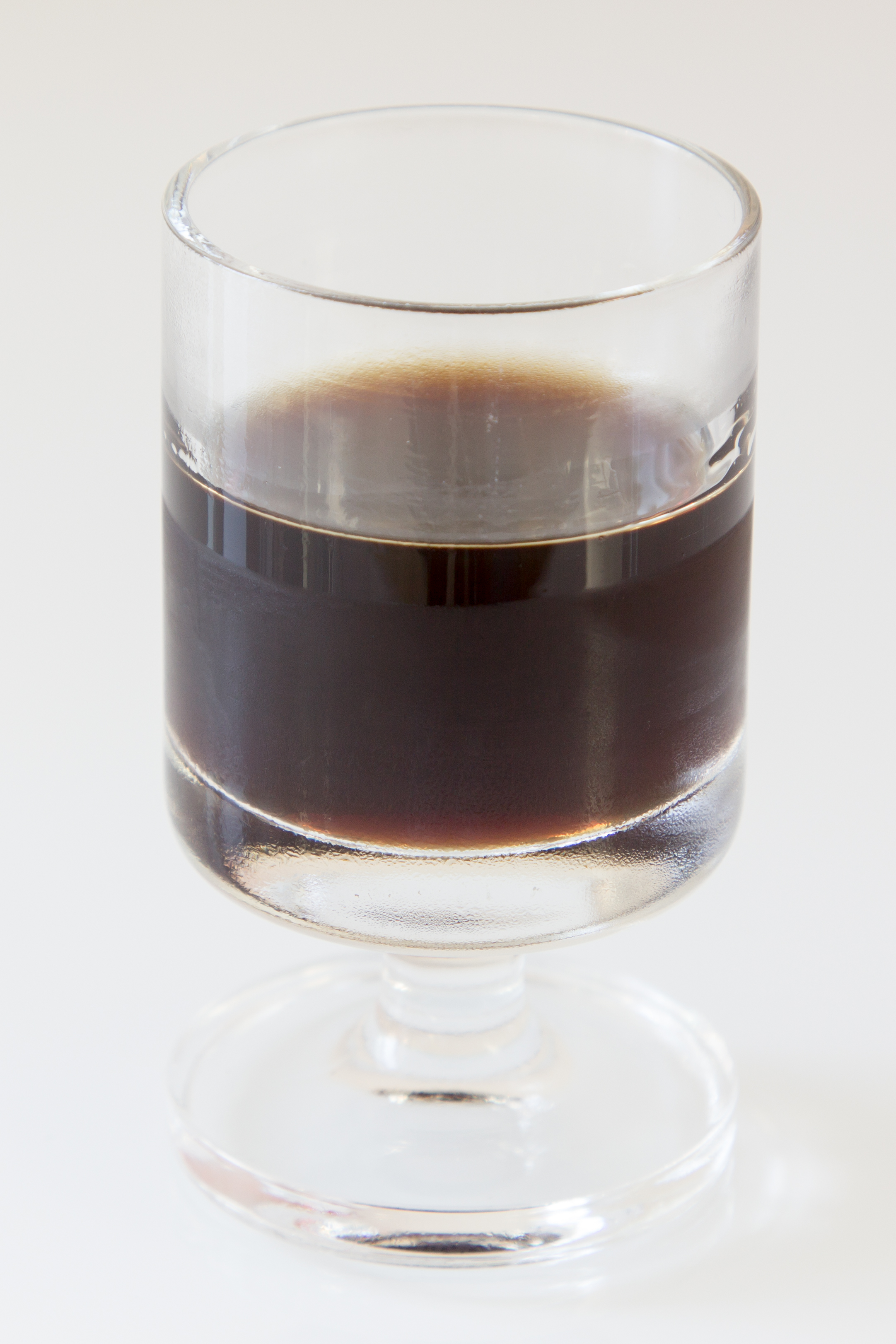
Ein Glas Lakritzlikör

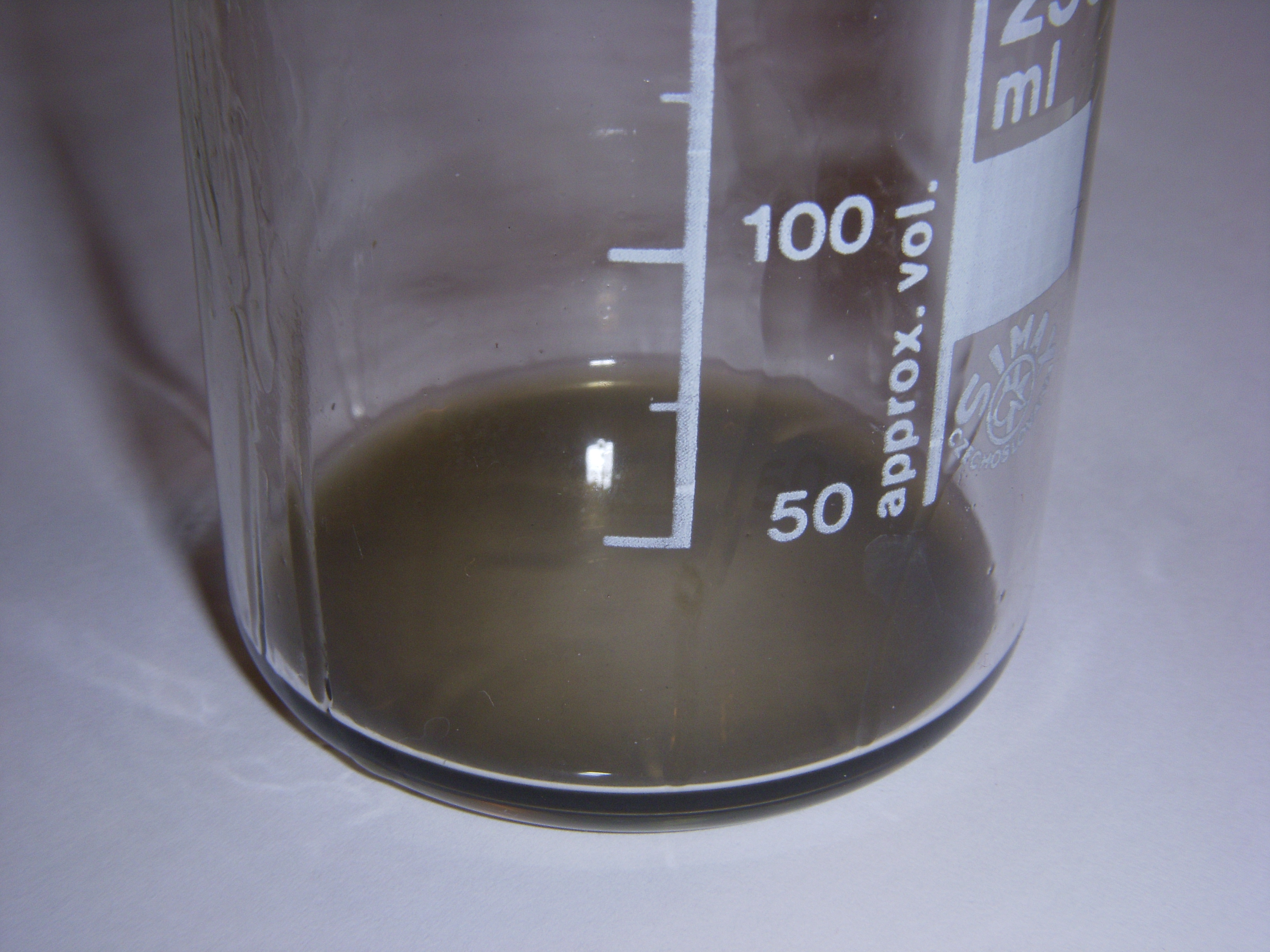
Salmiakki Koskenkorva am Boden eines Messbechers

Lakritzlikör (auch Salmiak-Likör) ist ein dunkler, schwarz-brauner und fast undurchsichtiger Likör, der stark nach Lakritz schmeckt. Er ist vor allem in Norddeutschland und Skandinavien beliebt und wird häufig als Kurzer konsumiert. In Deutschland wird er wegen seiner für eine Spirituose ungewöhnlichen Farbe umgangssprachlich auch als Schwarze Sau, Gabelöl, Altöl, Betontod, Dachpappe, Pech oder Schlick bezeichnet.

## Herstellung
Der Likör wird oft selbst hergestellt, indem Bonbons mit Salmiak-Füllung (zum Beispiel Türkisch Pfeffer) in Wodka oder Korn aufgelöst werden. Ein einfaches und verbreites Mischungsverhältnis sind etwa 250 g Türkisch Pfeffer auf einen Liter Wodka. Der an sich mehrtägige Lösungsvorgang kann durch regelmäßiges Schütteln deutlich verkürzt werden. Als Ersatz für Lakritz- oder Salmiak-Bonbons werden gelegentlich auch Salmiakpastillen und Zucker verwendet. Der Lakritzgeschmack des fertigen Likörs entsteht durch das in den Salmiak-Bonbons enthaltene Ammoniumchlorid.

## Marken und Varianten

### Finnisches Salmiakki Koskenkorva
In Finnland ist der Salmiakki Koskenkorva weit verbreitet. Es ist ein Mischgetränk auf Basis von Koskenkorva Viina („Kossu“), eines wodkaähnlichen finnischen Schnapses, und Türkisch Pfeffer. Traditionell selbst angesetzt durch Auflösen der Salmiak-Bonbons, ist Salmiakki Koskenkorva seit 1993 auch als Fertigprodukt erhältlich. Die tiefschwarze Spirituose hat einen Alkoholgehalt von 32 Volumenprozent.

### Weitere Marken
- Dirty Harry von Berentzen
- Kettenfett von der Tagewerker GmbH in Köln
- Pech aus Wermelskirchen
- Türkisch Pfeffer
- Lakki aus Hamburg